# Ioana Ieronim
Ioana Ieronim (pseudonimul lui Ioana Moroiu, n. 9 ianuarie 1947, Râșnov, județul Brașov) este o poetă și traducătoare română.

## Biografie
A urmat cursurile Școlii germane din Râșnov în perioada 1954-1959.1963-1965). Ioana Ieronim și-a început studiile liceale la  Liceul Central din București (1959-1963) și le-a finalizat la Liceul „Ion Neculce” din același oraș (1963-1965). Din 1970 a urmat cursurile Facultății de Filologie, secția limba și literatura engleză, a Universității din București.
A debutat cu versuri în 1971, în „România literară” și „Luceafărul”, iar editorial în 1979 cu volumul „Vară timpurie”. 
Are preocupări în domeniul teatrului, traducând din Shakespeare pentru piesele regizate de Cătălina Buzoianu:
- Furtuna, regia Silviu Purcărete;
- Măsură pentru măsură, regia Andrei Șerban și Dana Dima;
- Regele Lear, dar a tradus și piese aparținând lui Arthur Miller și Tennessee Wiliams.[4]

Ioana Ieronim este membră a Uniunii Scriitorilor și PEN România.

## Opera

### Versuri
- Vara timpurie,  1979;[6]
- Proiecte de mitologie, 1981;
- Cortina, 1983;
- Egloga, 1984;
- Poeme, 1986;
- Luni dimineața, 1987;
- Când strugurii se prefac în vin, 2013.[7]

### Traduceri
- N. Petersen, Strada săndălarilor, 1977;
- J. Conrad, Țărmul refugiului, 1979;
- S. Vestdijk, Călătorie în Jamaica, 1980.

## Premii
- 2021  Premiul "Mihai Eminescu" pentru volumul "Trecere, petrecere" în cadrul Premiilor Academiei Române pentru anul 2019, la secțiunea Filologie și Literatură[3]

## Legături externe
- INTERVIU/ Ioana Ieronim: „Exista o parte de singuratate a scrisului”
- Să ne cunoaștem scriitorii - Ioana Ieronim